# Alice Recknagel Ireys
Alice Recknagel Ireys (1911-2000) fue una arquitecta paisajista estadounidense cuyos clientes notables incluyeron el Jardín Botánico de Brooklyn, el Jardín Botánico de Nueva York, el Jardín Botánico Clark, el Abigail Adams Smith Museum, y el Museo Brooklyn.

## Educación y primeros años
Alice Elizabeth Recknagel nació el 24 de abril de 1911, en Brooklyn, Nueva York, hija de Harold S. y Rea Estes Recknagel. Su padre era un abogado de la industria de seguros. La casa en la que Alice creció había sido ocupada por su familia desde los 1830, y  vivió allí toda su vida.
Alice se interesó en la jardinería de pequeña al trabajar con su abuelo en una granja familiar en Green Harbor, Massachusetts. Siguió desarrollando su interés a raíz de un programa en el Jardín Botánico de Brooklyn financiado por la compañía de semillas Burpee en el que los niños podían sembrar plantas y llevarlas a casa. Fue a la escuela en el Packer Collegiate Institute en Brooklyn y luego en el Cambridge School os Architechture and Landscape Architechture, que entonces tenía afiliación con el Smith College A pesar de que la Cambridge School normalmente sólo admitía mujeres que tuvieran una licenciatura, Recknagel persuadió al fundador de la escuela Henry Atherton Frost de que su diploma de Packer era equivalente  a un título de un junior college y aseguró su admisión. Tomó cuatro años para completar el programa de tres años, graduándose en 1935.

## Vida personal
Alice se casó con Henry Tillinghast Ireys III en 1943. Tuvieron tres hijos: Catherine, Anne y Henry y, después de sus nacimientos, Alice disminuyó su trabajo como paisajista durante un tiempo. Henry murió en 1963.

## Carrera

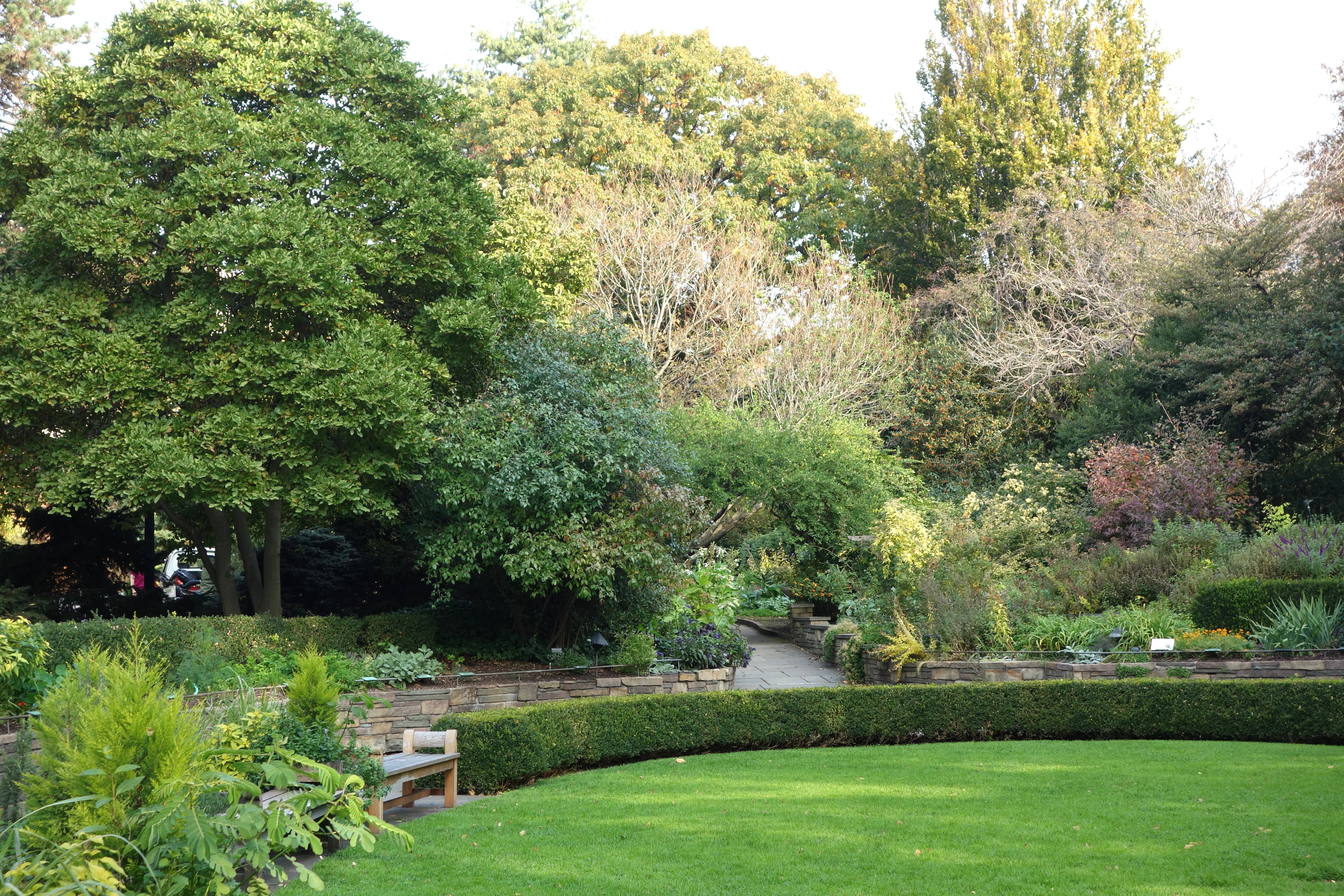
Paisaje hecho por Alice Recknagel.

Ireys Inicialmente  trabajaba alrededor de Nueva York en colaboración con otros arquitectos de paisaje, sirviendo como ayudante de Marjorie Sewell Cautley. Estos encargos iban desde proyectos de vivienda social hasta plantaciones en orillas de lagos para Exposición General de segunda categoría de Nueva York de 1939. En 1947, estableció su propio despacho en su casa de Brooklyn.
Ireys fue conocida por una estética que unía el ideal de propiedad refinada y formal de finales del siglo XIX y la preocupación del siglo XX por un paisajismo residencial modesto y espacios públicos mejorados. Tomó prestados elementos como terrazas y parterres del paisajismo a gran escala y los modificó para superficies más limitadas, destacando características como senderos serpenteantes que crean la ilusión de un espacio más grande. A lo largo de su carrera,  diseñó más de mil proyectos en más de una docena de Estados.
Para el Jardín Botánico de Brooklyn diseñó tanto el jardín Mae L. Wien Cutting Garden como el Helen's Garden of Fragrant Plants (ahora el Alice Recknagel Ireys Fragrance Garden). Este último fue diseñado específicamente para las personas con problemas de visión en memoria a una mujer ciega llamada Helen Goodhart Altschul. Incluía caminos accesibles con silla de ruedas, lechos de flores elevados y señalización en Braille. También se animaba a que los visitantes tocaran las plantas. Fue muy imitado por diseñadores preocupados por hacer los jardines públicos más accesibles a personas con discapacidades.
A mediados de los 1960, tras la muerte de su marido, Ireys empezó a escribir libros, dirigidos a jardineros aficionados más que a paisajistas profesionales como ella.
En los 1980 empezó a trabajar con Burpee, diseñando jardines especializados que los clientes de Burpee adquirían como un paquete que incluía los planes más todas las semillas y materiales necesarios para plantar.
En 1978 Ireys fue elegida miembro de la Sociedad Americana de Arquitectos Paisajistas. En 1991 la Sociedad Americana de Horticultura le concedió su honor más alto; el premio Liberty Hyde Bailey. Recibió otros premios de la Asociación Americana de Escritores de Jardín y del Jardín Botánico de Brooklyn.
Ireys trabajó hasta su última enfermedad y murió en Brooklyn el 12 de diciembre de 2000. El Smith College posee documentos y fotografías que relatan su vida profesional. En el 2000 se estrenó un documental sobre Ireys, The Living Landscapes of Alice Recknagel Ireys.

## Publicaciones
- Designs for American Gardens (1991)
- Garden Designs (1991)
- Small Gardens for City and Country (1978)
- How to Plan and Plant Your Own Property (1967)